# Монастир Ісуса (Сетубал)
Монастир Ісуса — важлива пам'ятка португальської архітектури, оскільки це перша будівля в країні, побудована в унікальному стилі «мануеліно».
Обитель була побудована на околиці міста Сетубал у 1492–1498 роках для сестер францисканок Ордену святої Клари французьким архітектором Діогу Бойтак. Це був перший великий проєкт знаменитого майстра, створившого згодом всесвітньовідомий монастир Жеронімуш в Лісабоні.
Нині церква є парафіяльною, а в прилеглій до неї обителі знаходиться монастирський музей міста Сетубал.

### Монастир
Монастир Ісуса був заснований у 1490 році за межами міських стін Сетубала з ініціативи Хусти Родрігес Перейри, годувальниці майбутнього короля Португалії Мануеля I, для черниць-францисканок Ордену святої Клари.
Ідею створення жіночого монастиря, присвяченого Ісусу профінансував Жуан II — діючий король Португалії разом зі своєю дружиною — королевою Леороною Авіською. Вона була рідною сестрою Мануеля I, який унаслідував трон після смерті Жуана II, ставши таким чином першим португальським монархом, що не був прямим нащадком свого попередника.
Першочерговий проєкт монастиря, будівництво якого розпочалося у 1492 році, був розрахований лише на 13 сестер-кларисток. Зійшовши на престол у 1495 році Мануель I, наказав перебудувати і розширити обитель так, щоб вона могла вмістити в собі 33 черниці. Крім того він вимагав від архітектора Діогу Бойтака, призначеного ще за життя Жуана II, побудувати при монастирі церкву небаченої до того краси, що відображатиме дух нового часу.

У пошуках шляхів реалізації вимог нового спонсора, Діогу Бойтак створив новий унікальний архітектурний стиль, який згодом назвали на честь короля — мануеліно. Стиль, який пізніше втілився у багатьох визначних пам'ятках того часу — Беленська башта, монастир єронімітів і т. д.

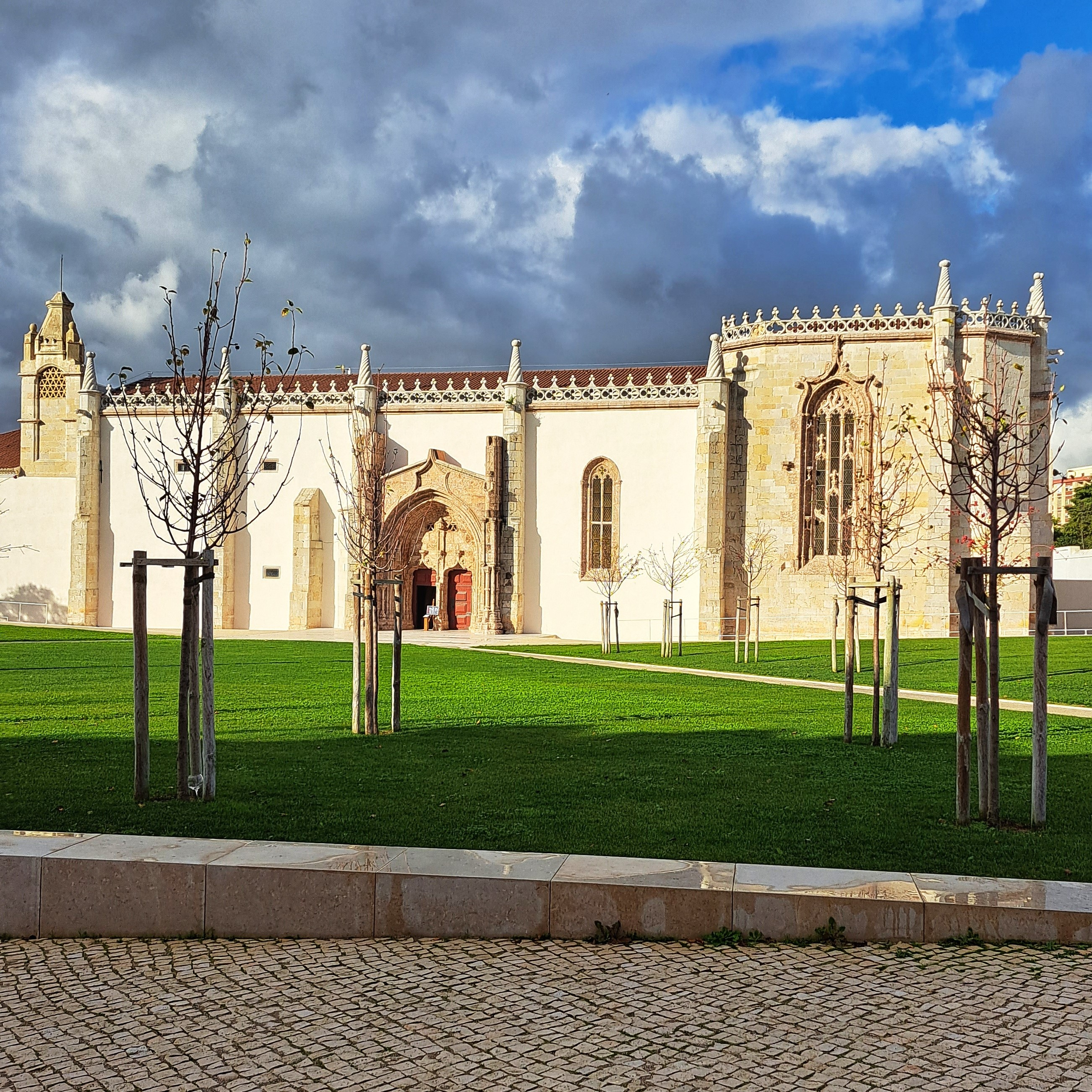

У 1496 році черниці Ордену святої Клари уже жили у своїй новій обителі. За високими мурами було створено цілий комплекс монастирських споруд, покликаних забезпечити сестрам-францисканкам економічну автономію і дозволити їм жити в молитві, згідно з принципами усамітнення, які вони сповідували. Ручна праця була важливою частиною життя монахинь. Вони працювали у саду, в городі, на фермі, в майстернях, що знаходилися у стінах комплексу, щоб забезпечити себе їжею, одягом, предметами побуту.
Окрім очевидних місць для молитви, таких як церква та високий хор, у монастирі було чимало малих каплиць, описаних у монастирських хроніках, які нажаль не збереглися до наших днів.

У другій половині XVI століття Жорже де Ланкастр, позашлюбний син короля Жуана II і магістр духовно-лицарського ордена Сантьяго, подарував монастирю землю, розташовану з боку південного фасаду монастиря, нині — Площа Ісуса. Він також установив біля апсиди елегантний хрест на честь Ісуса Христа. У ХІХ столітті хрест було перевстановлено на центр площі.

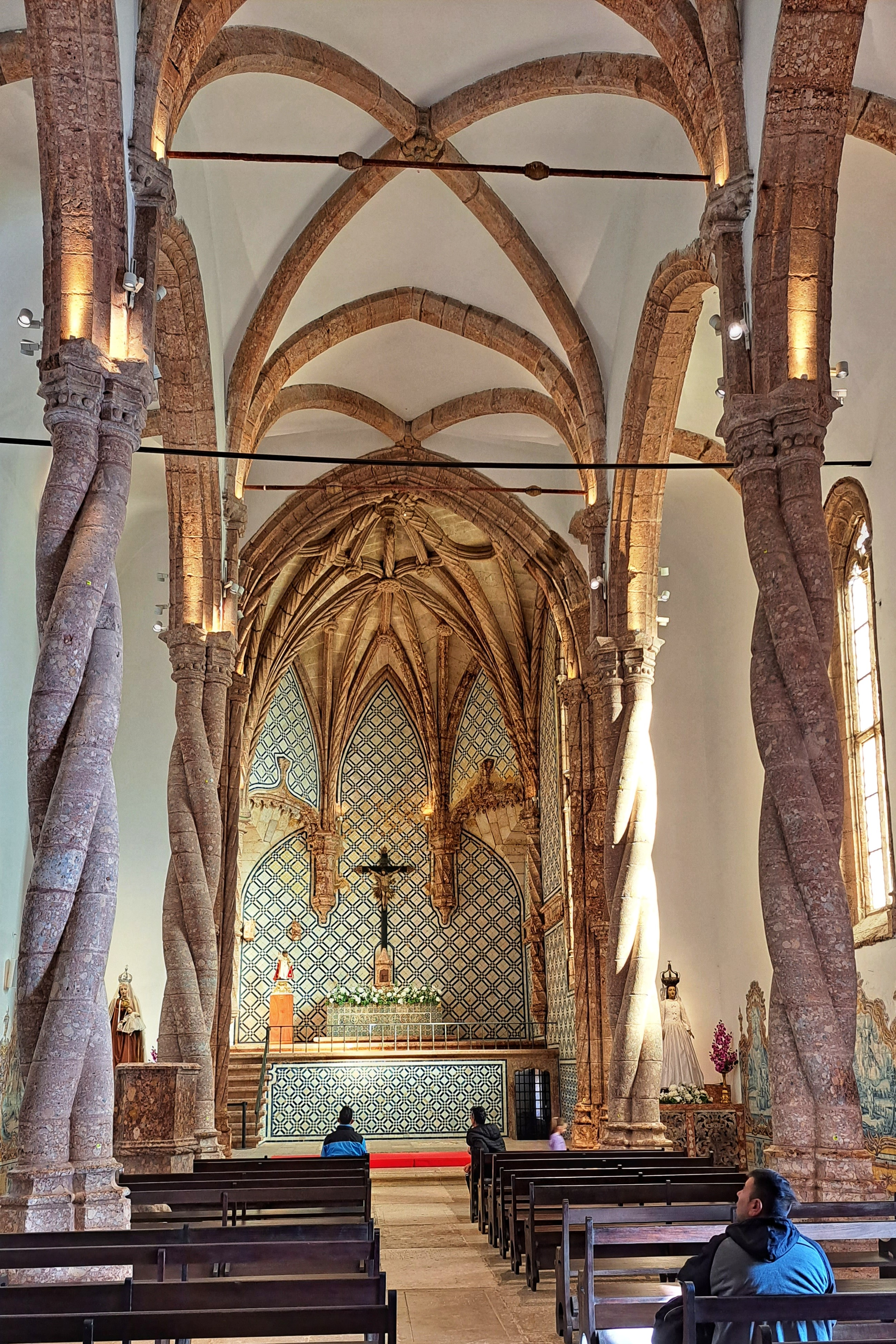

У 1755 році будівля монастиря була серйозно пошкоджена внаслідок землетрусу. Однак незабаром його відновили, зберігши оригінальний фасад, портал та великі вікна.
Засновниця монастиря — Хуста Родрігес Перейра та її родина поховані у склепі, що розташована під головною каплицею церкви.

### Лікарня

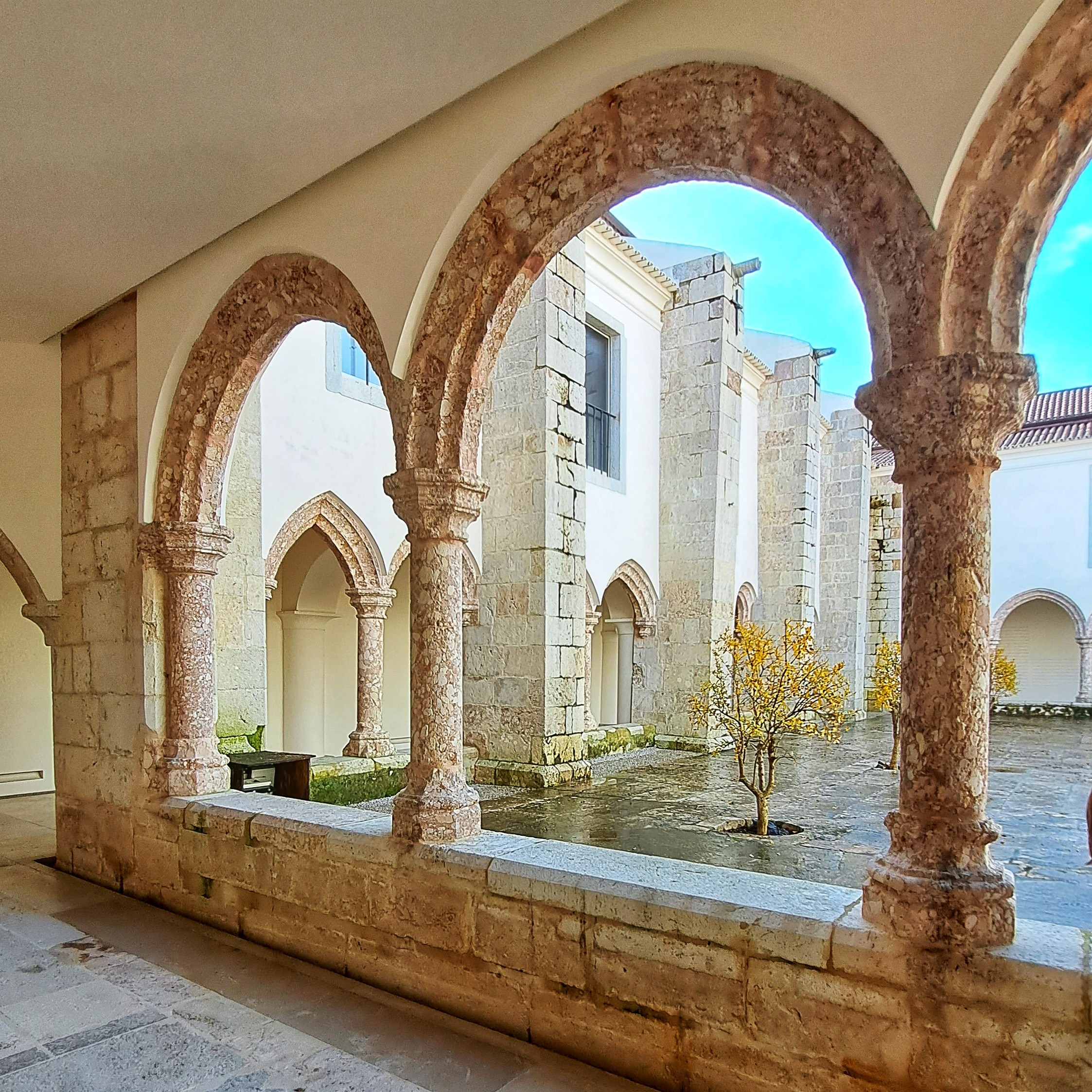

Після ліквідації релігійних орденів у Португалії у 1888 році монастир припинив своє існування. А в 1893 році після чисельних кардинальних перетворень в його стінах відкрили лікарню — Hospital do Espírito San. Маленькі каплиці на першому поверсі було знесено, щоб розширити простір для кабінетів лікарів.
Колишній гуртожиток і лазарет монастиря були перетворені на лікарняні палати. Переважна більшість нині існуючих дверей і вікон була зроблена наприкінці ХІХ ст., оскільки маленькі двері та високі вузькі вікна монастиря не відповідали потребам лікарні. Єдині два приміщення, що збереглися до нашого часу без змін — кімнати капітула та верхнього хору.
Через 72 роки Hospital do Espírito San закрили, оскільки в місті побудували нову лікарню — Сан-Бернардо. Та вже за 2 роки, 5 лютого 1961 року, стараннями інженера Жоао Ботелью Моніс Борба, в стінах монастиря Ісуса відкрили «Міський музей», який до того знаходився в затісній для нього Ратуші Сетубалу.

### Музей

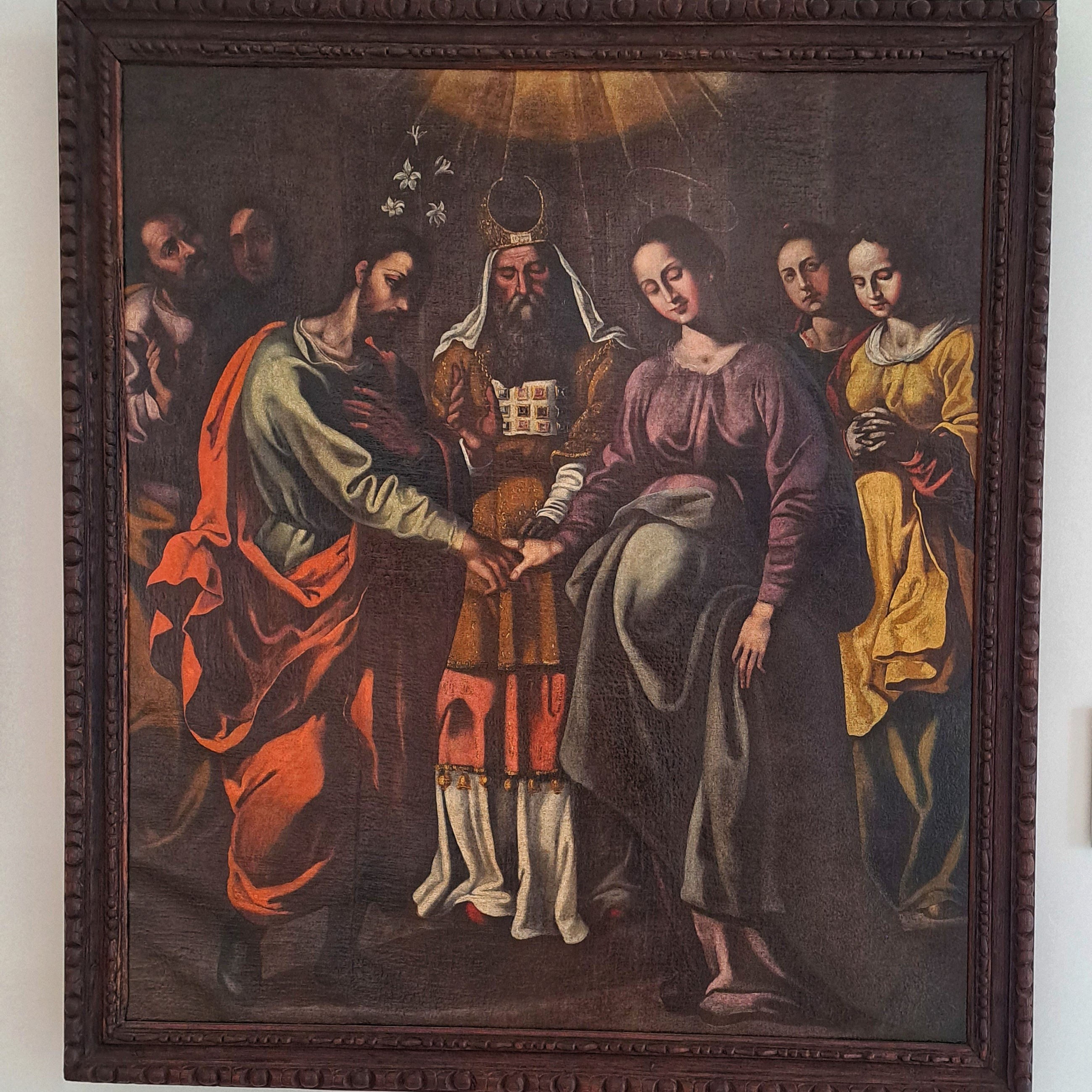

Сьогодні в музеї Сетубалу міститься зібрання робіт португальських художників-примітивістів і фламандських живописців XV і XVI століття, а також полотна митців XVII–ХХ століття.
Крім того ви тут знайдете колекцію предметів церковного ювелірного мистецтва та місцевих археологічних знахідок — монети, стародавні документи та книги.
Та найцікавіше, купивши квиток у музей, ви зможете побачити кімнату капітулів, високий хор та внутрішній дворик монастиря, що збереглися до наших днів у своєму первозданному вигляді.

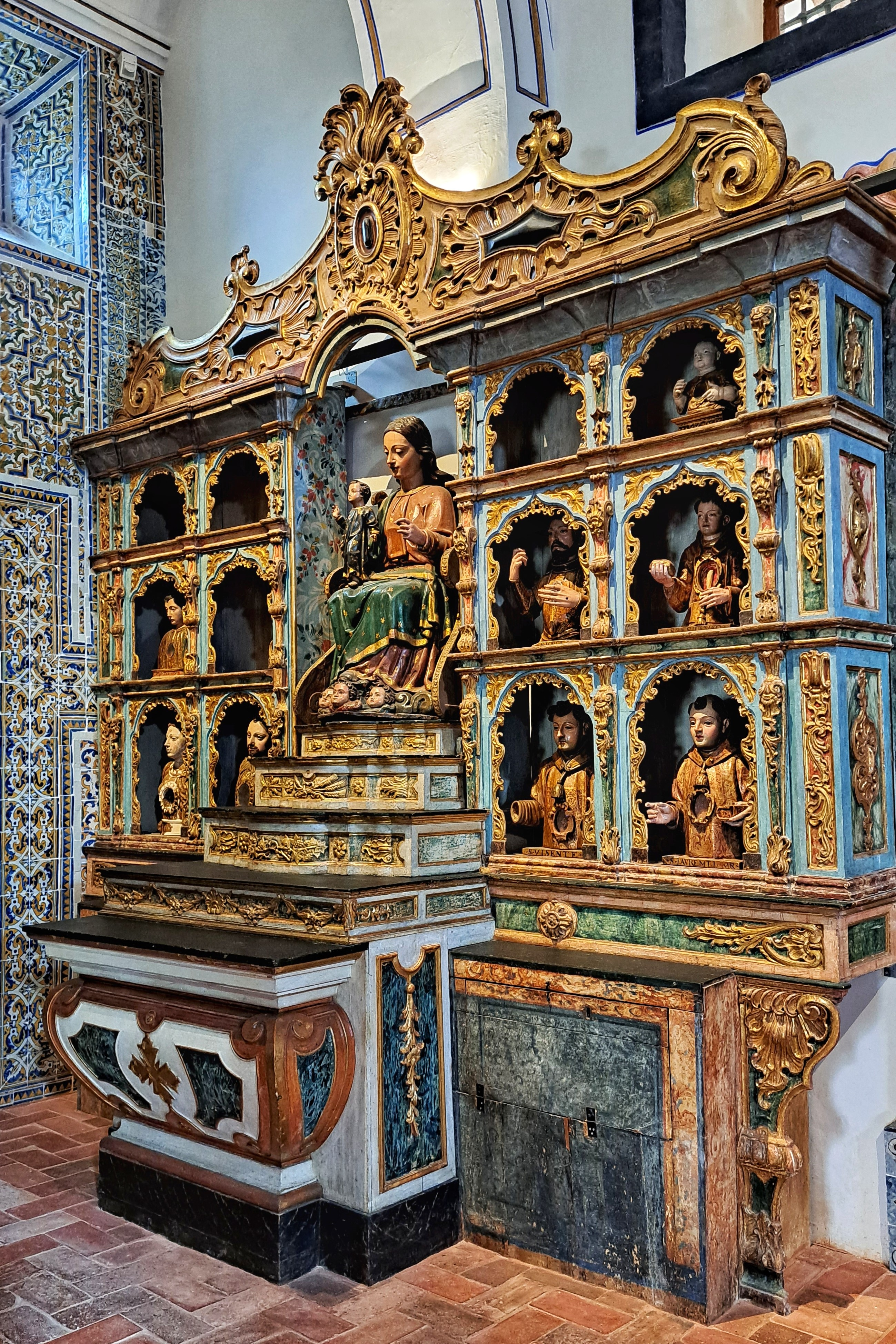

Кімната капітула, одне з найважливіших приміщень монастиря, була побудована у 1582 році королівським архітектором Антоніо Родрігесом. Кімната високого хору — місце для проведення щоденних мес без контакту з громадою Сетубалу. Її стіни і колони хору, прикрашені витонченими азулежу. Тут ви знайдете старовинний дерев'яний вівтар з позолоченими елементами, ікони і десятки погрудь-релікваріїв XVII століття з мощами святих.
Графік роботи музею станом на 2023 рік:
Червень-вересень — з вівторка по суботу, з 10:00 до 18:00, неділя, з 15:00 до 19:00. Зачинено по понеділках і у святкові дні.
Вересень-травень — з вівторка по суботу, з 10:00 до 18:00, неділя, з 14:00 до 18:00. Понеділок і свята вихідні.
Ціна: €3. Безкоштовно: діти до 12 років, люди похилого віку +65 років і шкільні групи. Вхід у церкву — безкоштовний

### Екстер'єр
Головний фасад церкви виходить на площу Ісуса. Будівля складається з прямокутного нефу та багатокутної апсиди вищої за неф, що розташована в східному кінці будівлі. Із західного боку фасаду височить скромна дзвіниця, що ледь вища за неф.
Стіни і склепіння церкви підтримуються серією ступінчастих контрфорсів уздовж зовнішніх стін нефа та апсиди. Кожна стійка прикрашена горгулією та увінчана світлою баштою. На південній стороні апсиди розташований великий віконний отвір з переплетенням у стилі пізньої готики.

## Інтер'єр

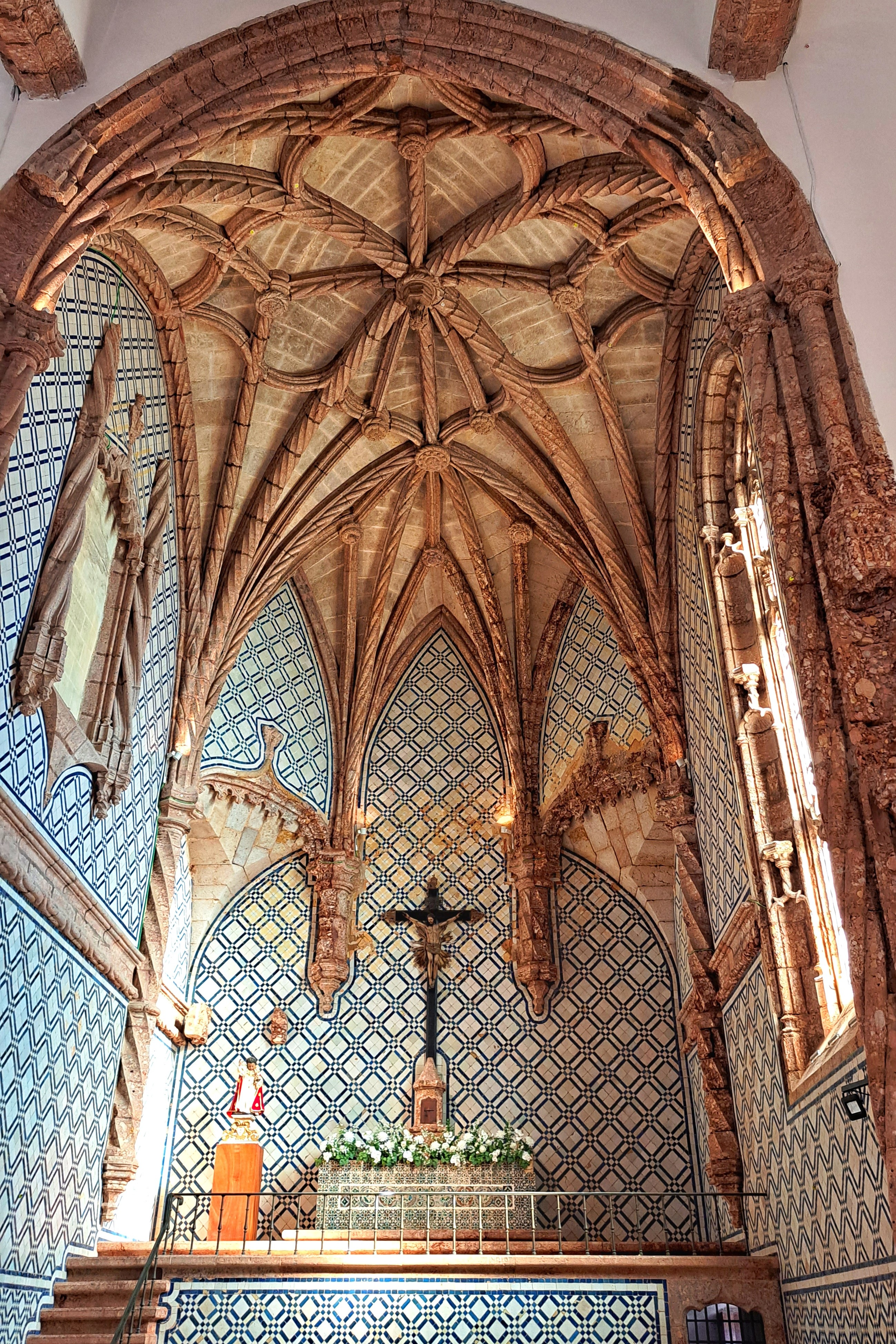

Інтер'єр монастирської церкви Ісуса характеризується хрестовими склепіннями зі стрілчастими арками і трьома нефами, розділеними шістьма великими крученими колонами. Колони висічені з рожевого унікального португальського каменю Аррабіда у вигляді товстих морських канатів — декоративний мотив і характерна особливість португальського архітектурного стилю мануеліно.
Стіни бічних нефів по всій їх довжині облицьовані кахлевими панно «азулежу» XVI–XVIII століть, із зображенням сцен із життя Богородиці. Головна каплиця прикрашена зеленими та білими кахлями XVI століття з геометричним орнаментом.
Король Мануель I (близько 1520) подарував церкві вівтар, що складається з 14 панелей, створених рукою невідомого художника якого, зазвичай називають майстром вівтаря Сетубала. Цей вівтар, один із найкрасивіших у Португалії, у XVIII ст. був перенесений із церкви в музей неподалік — Galeria Municipal do Banco de Portugal.
На верхніх хорах розташовувалися під час служби черниці Ордену Святої Клари. Це єдине місце, звідки вони могли слухати богослужіння, оскільки за правилами Ордену їм були заборонені будь-які контакти з місцевим населенням.